# Ebbingekwartier
Het Ebbingekwartier is een buurt aan de noordoostelijke rand van de Binnenstad van de stad Groningen. Het herontwikkelingsgebied was vroeger onderdeel van de Hortusbuurt en stond lange tijd bekend onder de werknaam CiBoGa, ofwel het Circus-, Boden- en Gasterrein, verwijzend naar de vroegere bestemmingen van het gebied in de 20e eeuw. Het plangebied ligt tussen het Boterdiep, de Korreweg, de Bloemsingel, het Oosterhamrikkanaal, de (nagenoeg verdwenen) Antonius Deusinglaan en de Bloemstraat.
De buurt is gebouwd in zeven fasen: De Beren, Monnikhof, Trezoor, Grutmolen, Touwbaan, Courtine en Jacobijn. Na ontwikkeling van de eerste twee fasen, De Beren en Monnikhof heeft het project een aantal jaren stilgelegen. In 2007 is begonnen met de derde fase; Trezoor. In 2017 werd een van de laatste woningbouwprojecten in gang gezet die in 2023 nagenoeg is afgerond.

## Geschiedenis

### Voorgeschiedenis
Begin 17e eeuw werd een nieuwe stadsuitleg en de Vesting Groningen gerealiseerd, waarmee de Hortusbuurt en daarmee ook dit gebied bij de stad Groningen werd getrokken. In 1744 kreeg de Joodse Gemeenschap er zijn begraafplaats. Deze begraafplaats, Jodenkamp geheten, lag tussen de huidige Bloemsingel en het Boterdiep en was tot 1827 in gebruik, toen in verband met de hygiëne begravingen voortaan op de Noorderbegraafplaats plaatsvonden. In 1953 en in 2005 werden de graven geruimd en de stoffelijke resten herbegraven op de Joodse begraafplaats aan de Moesstraat en die aan de Iepenlaan te Groningen.
In 1854 werd er in Groningen een gasfabriek geopend op een stuk grond dat later bekend werd als het Gasterrein: Dit was het enige terrein binnen de vestingwallen waar nog een dergelijk groot gebouw kon worden gehuisvest. Het was de tweede gasfabriek van Nederland na die van Amsterdam. Het gas werd gewonnen uit steenkolen. De pijp van de gasfabriek is nog steeds te zien op het terrein. Nadat de stadswallen na de inwerkingtreding van de Vestingwet in 1874 werden afgegraven, werd de gasfabriek naar het noorden uitgebreid en werd het Ebbingekwartier ook voor andere doeleinden gebruikt, zoals de elektriciteitscentrale op de hoek van de Bloemstraat met de latere Bloemsingel in 1902 en de Groningse Wereldtentoonstelling van 1903. Ook verrees er kleinschalige woningbouw in het gebied. Tussen 1910 en 1912 werd het Chemisch Laboratorium van de universiteit gebouwd op het voormalige Jodenkamp. In 1916 werd Gerzon’s Vleeschconservenfabriek geopend aan het kort daarvoor in 1912 gedempte binnen-Boterdiep. In de jaren 1930 werd in Helpman een nieuwe elektriciteitscentrale gebouwd en bleven alleen de kantoren van de elektriciteitscentrale achter. In 1933 werd aan de Antonius Deusinglaan het Bodenterrein geopend, dat in 1971 echter werd verplaatst naar de Bornholmstraat. De gasfabriek werd overbodig door de vondst van aardgas bij Slochteren en werd in de jaren 1960 omgezet naar een distributiebedrijf. In de jaren 1990 werden de meeste gebouwen afgebroken.

### Plan CiBoGa
Door de vroegere bestemmingen was het terrein zwaar vervuild geraakt, hetgeen een obstakel vormde voor de herinrichting ervan. In 1987 ontstond het plan het gebied aan te wijzen als intensiveringszone voor (boven)regionale en stedelijke functies, waarbij door de omvang van het terrein vooral kansen worden gezien voor wonen en werken. Het gebied moet daarbij zo veel mogelijk autoluw worden, maar wel goed bereikbaar zijn voor fiets en openbaar vervoer; een schone en rustige wijk. Voor de auto's moet er een parkeergarage komen, een halve parkeerplek per woning. In 1995 worden de plannen voor CiBoGa goedgekeurd. De doorlooptijd wordt dan op 12 tot 15 jaar geschat met 2009 als opleveringsjaar. De kosten worden geraamd op ruim 88 miljoen euro, waarvan 43 miljoen door de gemeente zal worden betaald. In 1998 wordt het stedenbouwkundig plan ingediend. De Britse architect Will Alsop tekent onder andere voor vier 'schotsen' waarop woontorens moeten worden gebouwd. De gemeente gaat in zee met de private ontwikkelcombinatie IMA bestaande uit ING Vastgoed, Amstelland Ontwikkeling en Bouwbedrijf MoesBV. In 2002, als de eerste delen, De Beren en Monnikhof worden opgeleverd blijkt echter dat de vraag naar woningen is gekelderd. Alsops exclusieve appartementengebouw 'Caleidoscoop' werd daarop in 2003 in opdracht van IMA uit angst voor de stagnerende woningmarkt geschrapt. Het hele project werd daarop soberder gemaakt. Tevens was duidelijk geworden dat een halve parkeerplaats per huis te weinig was en werd daarom de parkeergelegenheid ondergronds uitgebreid. De bouw van de parkeergarage begon in 2003 maar kwam door technische problemen (de heipalen kwamen weer omhoog in de dikke potklei) echter al snel stil te liggen evenals de overige delen van het project. Jarenlang werd daarop weinig op het terrein gedaan en overwoekerde het gebied. Het was mede daardoor een van de weinige plekken nabij de binnenstad waar vrij kon worden geparkeerd.

### Realisatie Ebbingekwartier
Pas in 2007 werd weer een begin gemaakt met de voortzetting van de parkeergarage, gevolgd door de andere projecten.
Na De Beren en Monnikhof zijn de Trezoor en de Touwbaan opgeleverd. Het appartementencomplex De Bloemhof, die gesitueerd is aan de hoek Bloemsingel en Van Kerckhoffstraat en direct aan het CiBoGa grenst, is in 2010 in gebruik genomen. Medio 2013 is het woningbouwproject Courtine opgeleverd, waarmee de eerste bebouwing boven op de parkeergarage van het voormalige Gasterrein is gerealiseerd.
In afwachting van de definitieve bouw was het onbebouwde deel van het voormalige Gasterrein ingericht als tijdelijk park; het Ebbingekwartierterrein. Er is een evenemententerrein, een speelweide en stadsstrand met speeltoestel en podium. Naast het stadsstrand werd in 2014 het Infoversum geopend. Deze bisoscoop bleek echter een grote flop en ging al snel failliet. In 2017 kreeg het pand een nieuwe eigenaar en kreeg het de naam DOT.
Aan de zuidoostzijde van het CiBoGa, dat direct grenst aan het Ebbingekwartierterrein, werd tot 2016 geëxperimenteerd met tijdelijke en verplaatsbare bouw. Een tiental pop-up-paviljoens werden in die periode tussen de Bloemsingel, het Boterdiep en langs het fietspad De Kolendrift geplaatst. Elk paviljoen had een andere bestemming; er werd gewoond (door studenten), er werden ateliers- en expositieruimten, horeca en een paviljoen met kinderopvang gevestigd. Ook was er een openluchtwerkplek.
In 2017 werd na een lange periode van overleg met de NAM over de kosten van het aardbevingsbestendig maken van nieuwe woningen een begin gemaakt met een van de laatste woningbouwprojecten van het Ebbingekwartier.

## Deelgebieden

### Circusterrein
Op het oude Circusterrein aan de kruising Korreweg - Boterdiep zijn de eerste twee fasen van CiBoGa, De Beren en Monnikhof gerealiseerd. Beide complexen bestaan uit woon- en winkelruimte. Onder het Circusterrein bevindt zich een parkeergarage voor bewoners en bezoekers van het winkelcomplex.

### Bodenterrein
Het Bodenterrein zal worden ingericht als uitbreiding van het UMCG en behoort in feite niet meer tot het Ebbingekwartier. Inmiddels zijn hierop tijdelijke studentenwoningen geplaatst, en is in 2011 de Vrydemalaan aangelegd, die in het verlengde ligt van de Thomassen à Thuessinklaan  en de in 2025 verdwenen Antonius Deusinglaan vervangt. De naam Vrydema verwijst naar de borg Vrijdema.

### Gasterrein
Aangezien er schadelijke stoffen in de grond zaten, was het noodzaak het terrein diep uit te graven alvorens met de bouw van CiBoGa begonnen kon worden. Onder de woningen op het Gasterrein bevindt zich de grootste eenlaagse parkeergarage van Nederland, die 1200 auto's kan herbergen.

## Gebouwen
Regulateurshuis
Dit gebouw aan de Kolendrift werd ontworpen door K.H. Holthuis en gebouwd in 1892. In het gebouw waren twee regulateurs geplaatst die de toevoer van gas regelden voor het stadsnet. In 1921 verloor het zijn oorspronkelijke functie waarna het dienst deed als portiersloge.
Ketelhuis en Filtergebouw
Dit dubbele bedrijfsgebouw van de voormalige gasfabriek is gespaard gebleven en gerestaureerd. Het ketelhuis werd in 1908 gebouwd en heeft sinds 2016 een horecafunctie. Het aangelegen filterhuis van 1950 wordt nu gebruikt ten behoeve van de parkeergarage.
Het heeft de bijnaam Silo te danken aan kunstenaarscollectief De Silo dat, voordat het in de jaren 1990 dit gebouw betrok, enige tijd was gehuisvest in de voormalige graansilo uit 1890 bij de Griffeweg aan het Oude Winschoterdiep.
Scheikundig Laboratorium
Nadat in 1906 het Academiegebouw inclusief het chemisch laboratorium uitbrandde werd een plan gemaakt voor een nieuw laboratorium buiten het centrum. Ten noorden van het gasterrein werd in 1910 begonnen met de bouw naar ontwerp van rijksbouwmeester J.A. Vrijman en in 1912 werd het officieel geopend. Sinds 2009 heeft het gebouw de naam Het Paleis gekregen en bevat het een brasserie, hotel, ateliers, bedrijfsruimten en appartementen.

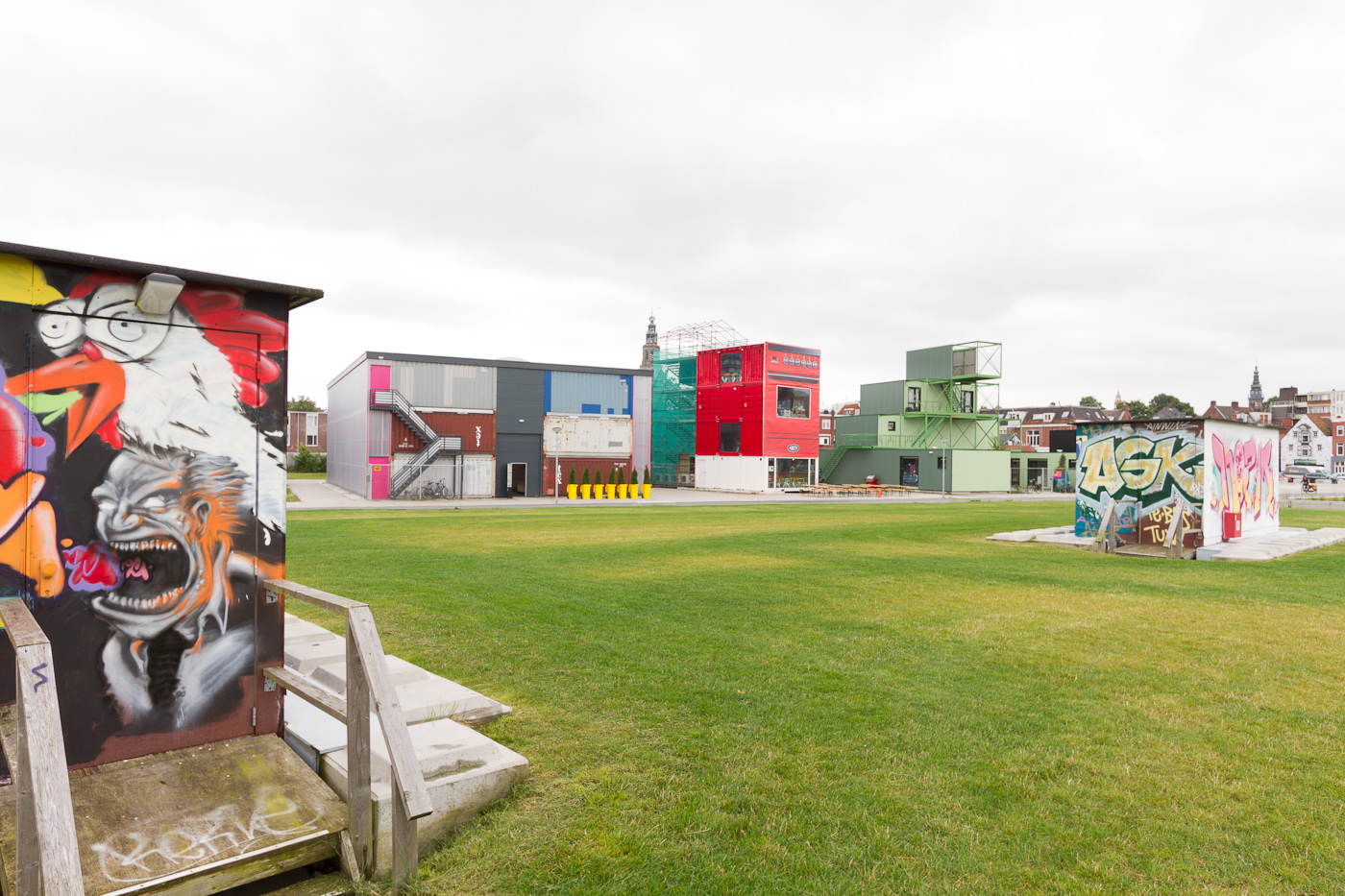
De pop-up-paviljoens op het voormalige CiBoGa (2012)
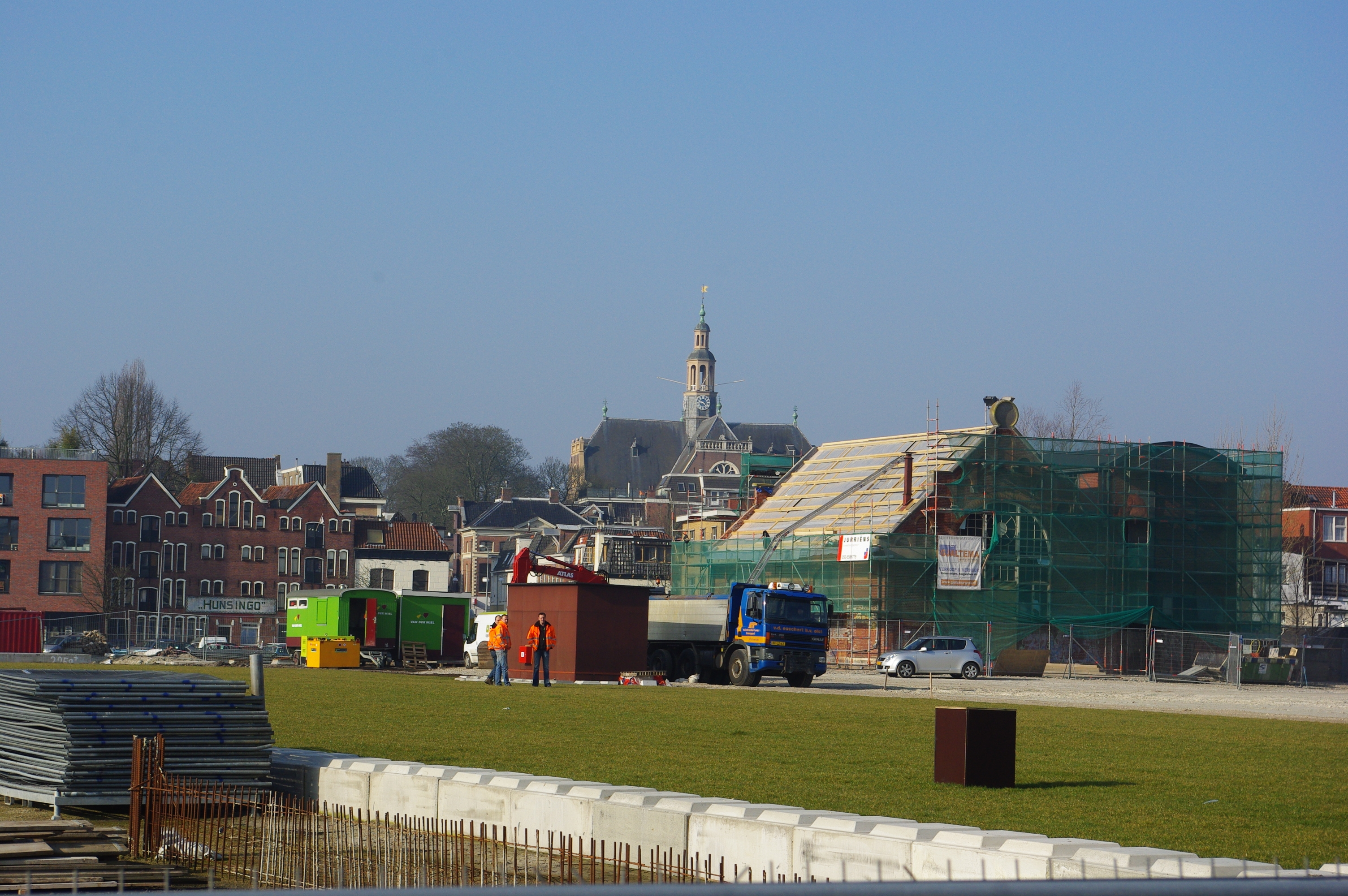
De teruggeplaatste 'Silo' en de Nieuwe kerk gezien vanaf de Bloemsingel (2011)
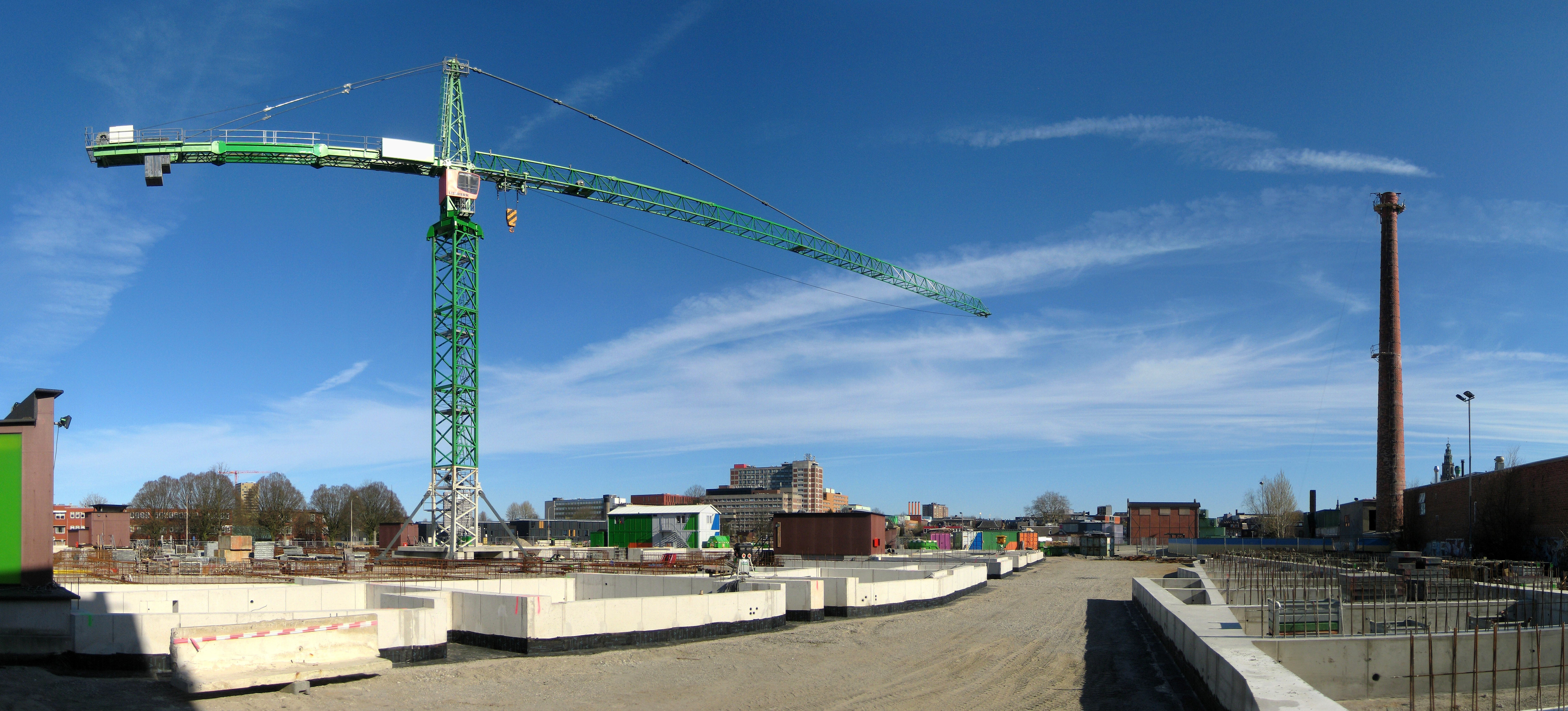
Het terrein gezien vanuit het noordwesten (2012)
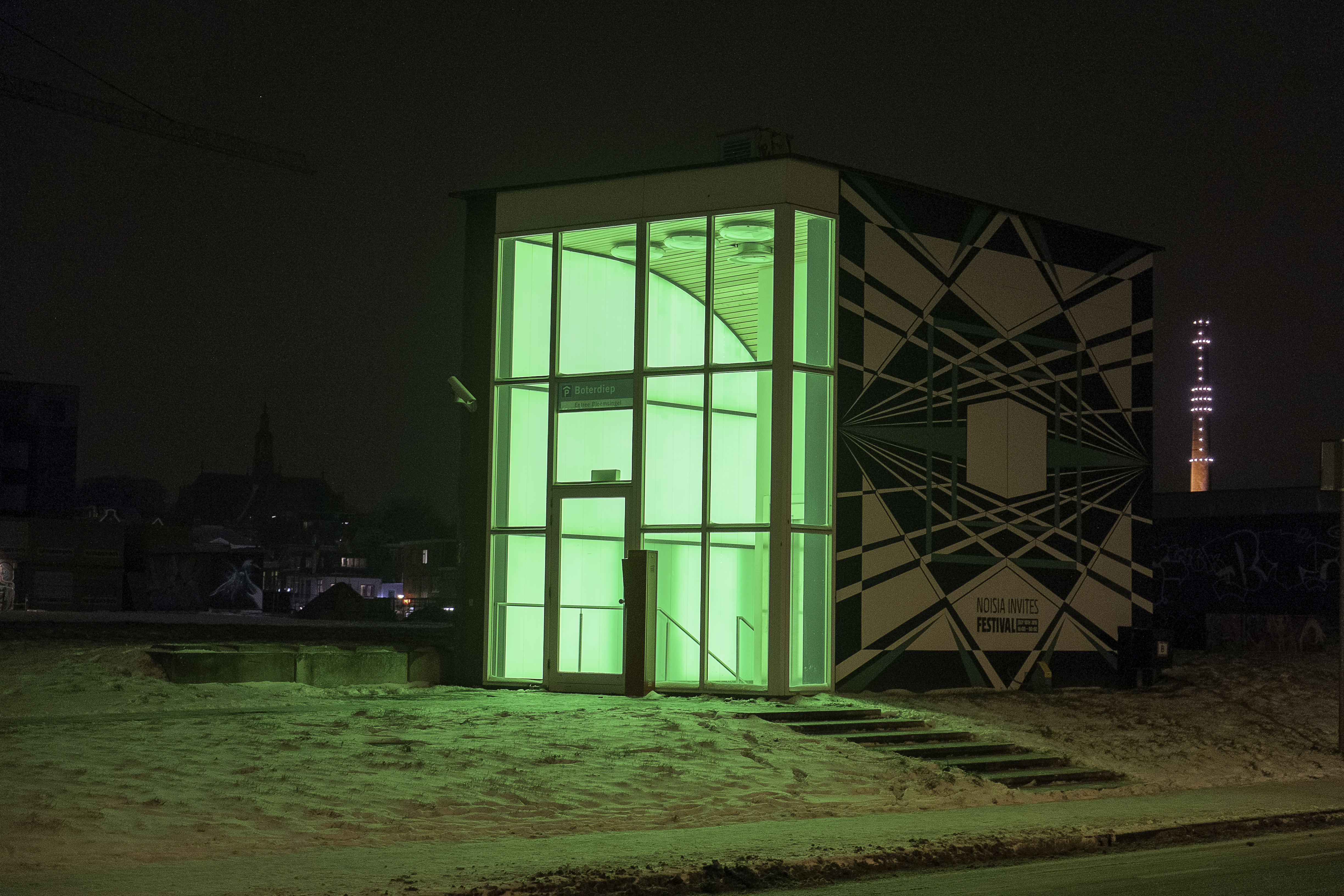
Ingang naar de parkeergarage
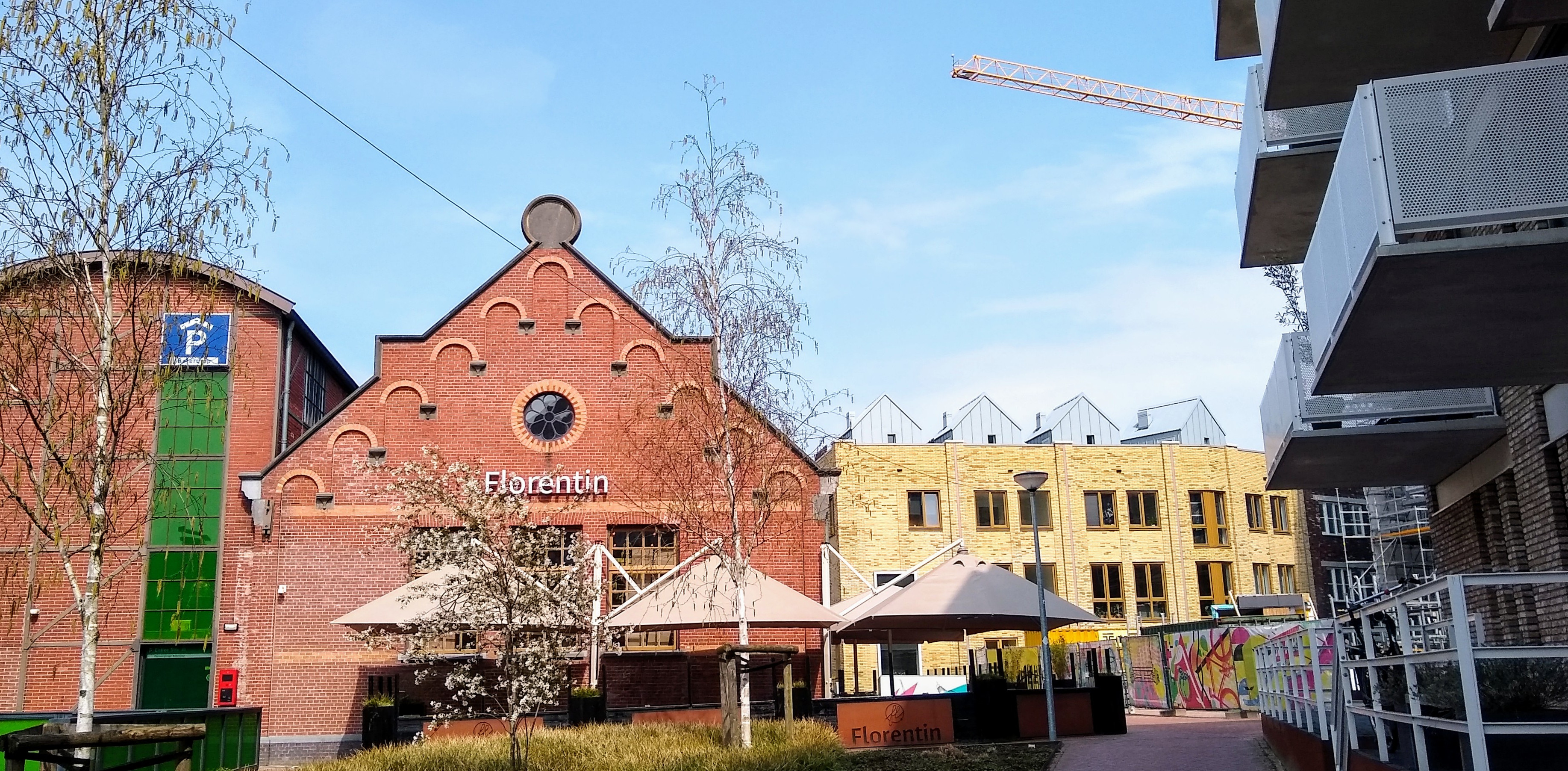
Ketel- en filterhuis van de voormalige gasfabriek te midden van de nieuwbouw (2021)
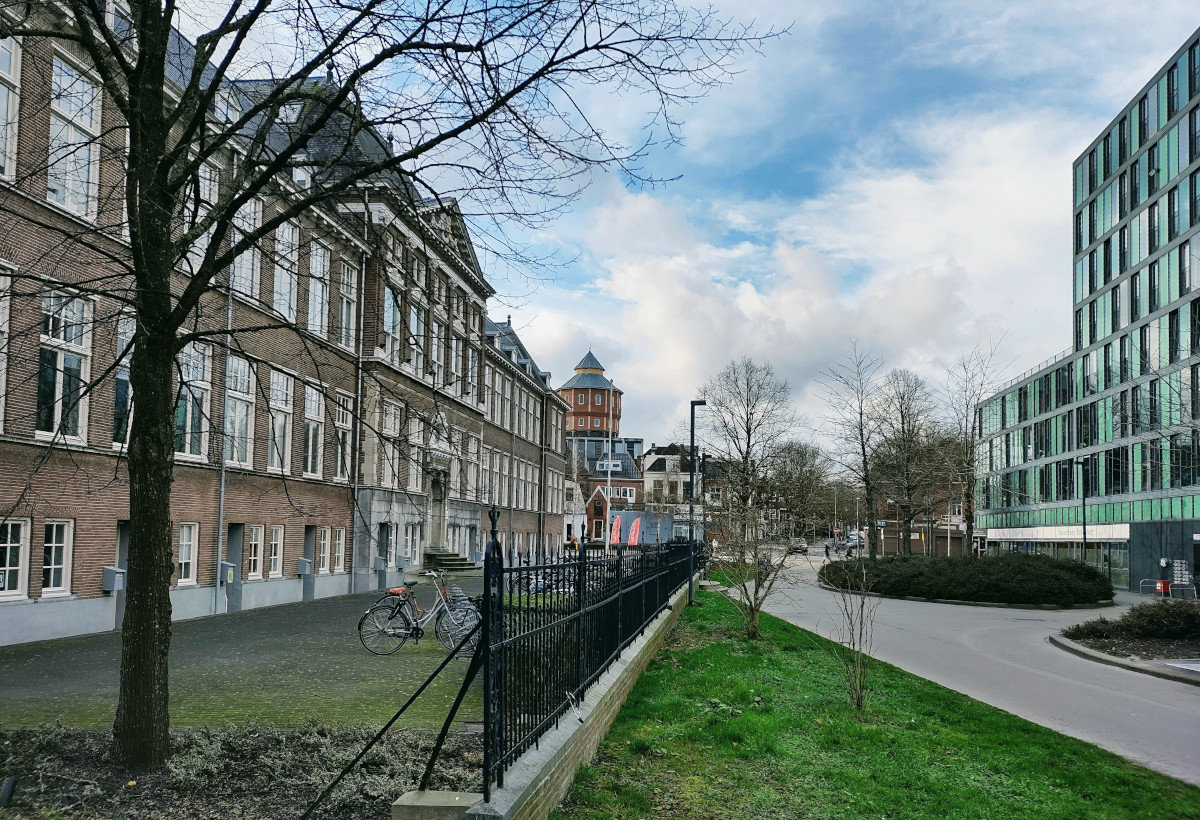
Scheikundig Laboratorium (Het Paleis) en De Beren (2022)